# Gregorio del Sinaí
San Gregorio de Sinaí (década de 1260-27 de noviembre de 1346) fue fundamental en el surgimiento del hesicasmo «técnico» (Athonita) en Athos a principios del siglo siglo XIV.
Nacido en Esmirna, fue capturado por los turcos selyúcidas cuando era joven, finalmente fue rescatado a Chipre y se convirtió en monje en el monasterio de santa Catalina. Más tarde, se trasladó a Creta, donde aprendió las prácticas del hesicasmo de un monje llamado Arsenio, y en 1310 a Athos, donde permaneció hasta 1335. El aumento de las incursiones musulmanas en Athos empujó a Gregorio y a algunos discípulos al Segundo Imperio búlgaro, donde encontró protección bajo el zar Iván Alejandro y donde fundó un monasterio cerca de Paroria, las montañas Strandzha en el sureste de Bulgaria.
La Filocalia incluye cinco obras en griego de Gregorio,
- Sobre mandatos y doctrinas, cuidados y promesas; sobre pensamientos, pasiones y virtudes y asimismo sobre la quietud y la plegaria: 137 textos,
- Más allá de los textos, 40 escritos
- Sobre los signos de la gracia y el engaño, escritos para el confesor Longinos: Diez textos
- Cincuenta Textos,
- Sobre la plegaria: siete textos